# Nadwarciański Szlak Rowerowy

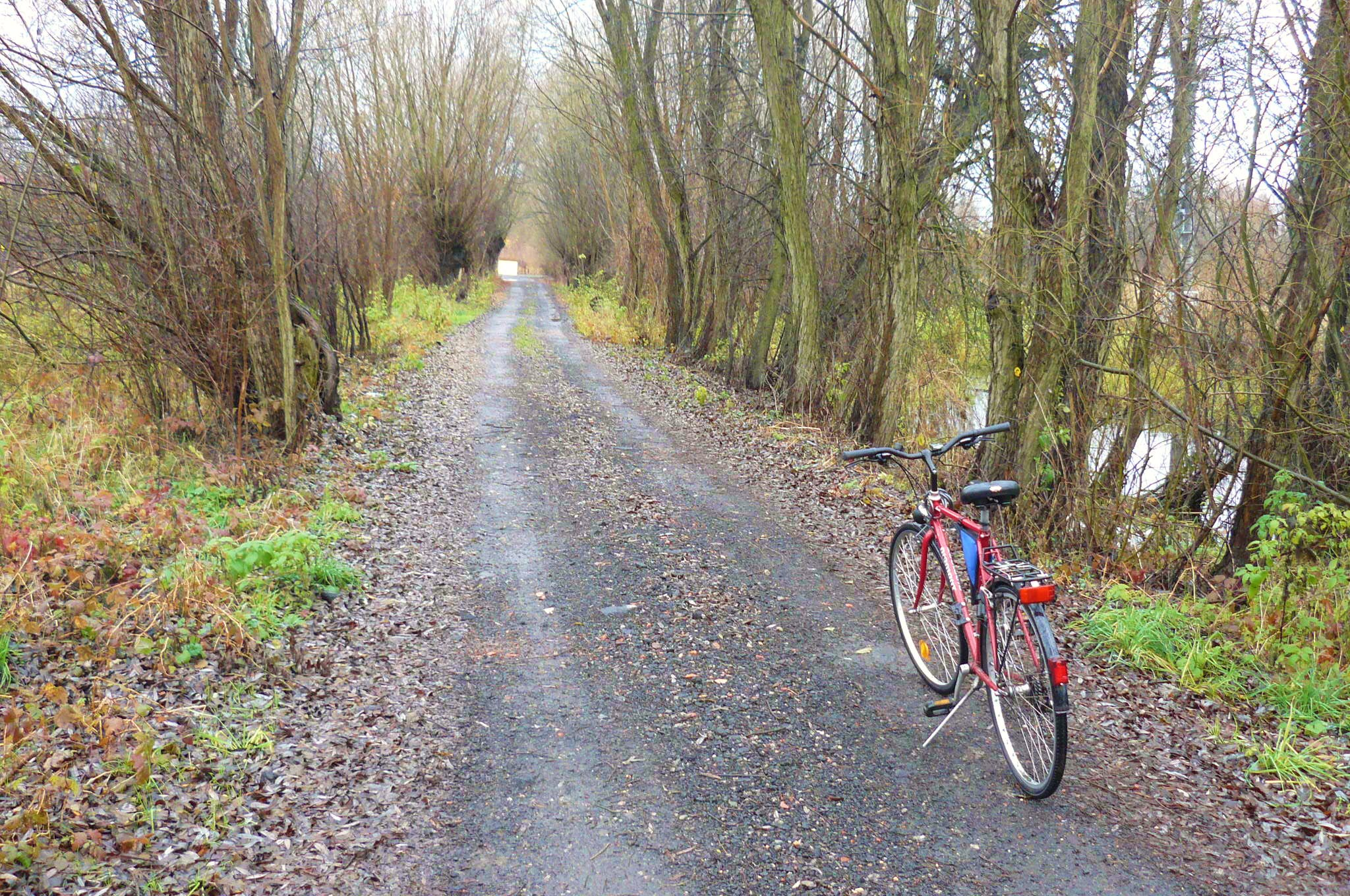
Nowa Wieś Dolna – ul. Nadwarciańska, odcinek szlaku w obrębie północnej części Poznania

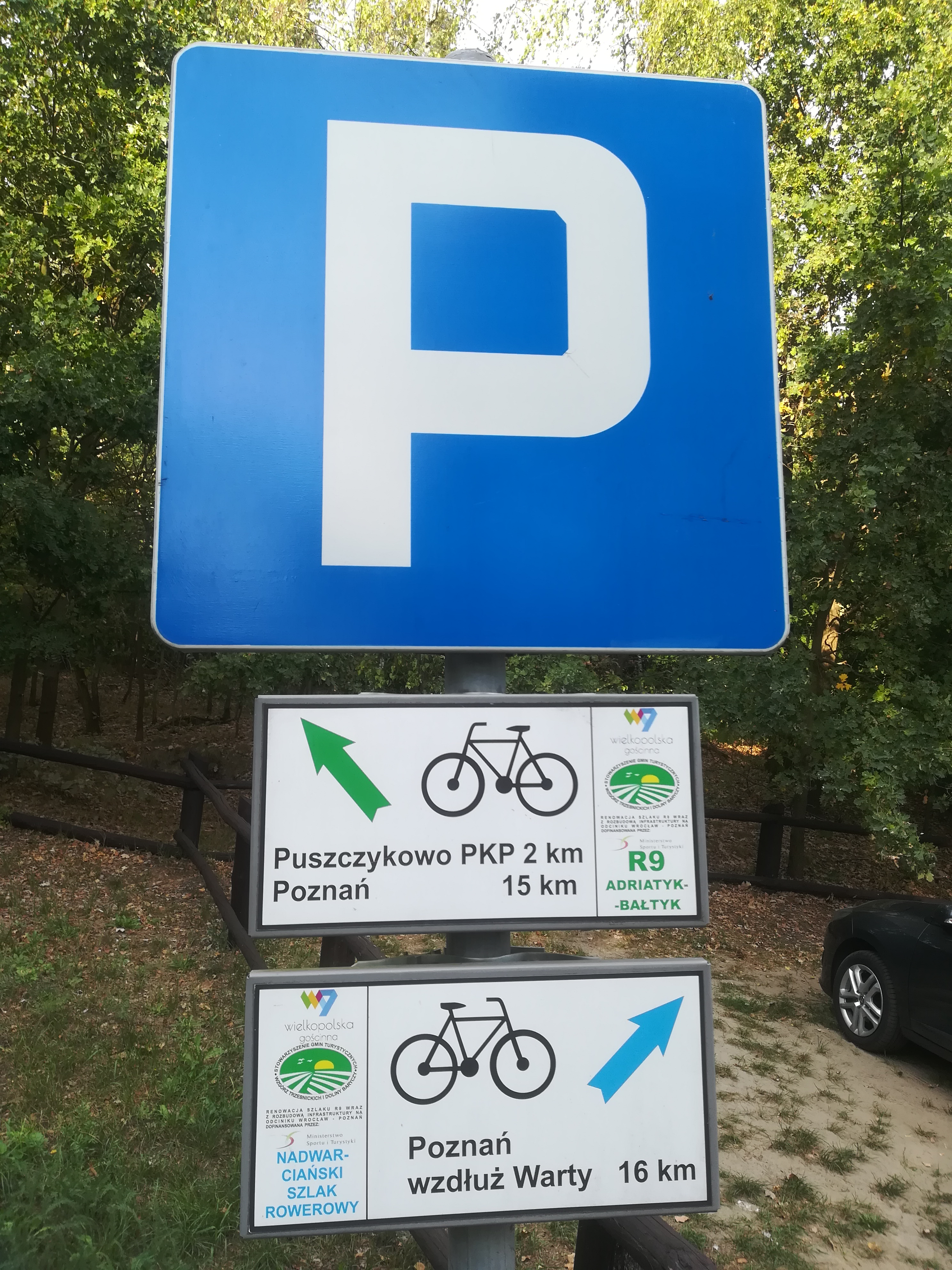
Tablica kierunkowa w Puszczykówku

Nadwarciański Szlak Rowerowy (NSR) (oznakowanie niebieskie ) przebiega w całości wzdłuż rzeki Warty na terenie województwa wielkopolskiego. Należy do Wielkopolskiego Systemu Szlaków Rowerowych.

## Historia
Został utworzony w dwóch etapach i tak też jest dzielony:
1. odcinek wschodni, oznakowany w 2005 roku. Liczy 250 km od Poznania do zbiornika Jeziorsko;
2. odcinek zachodni, oznakowany w 2009 roku. Liczy 122 km od Poznania do Międzychodu;

Ponieważ w momencie powstania odcinka wschodniego, odcinek zachodni nie był jeszcze planowany, stąd część publikacji mianem Nadwarciańskiego Szlaku Rowerowego określa tylko jego wschodnią część.
Za punkt początkowy obu odcinków można przyjąć Poznański Węzeł Rowerowy znajdujący się na brzegu jeziora Maltańskiego w Poznaniu. Stąd oba odcinki rozchodzą się do granic województwa.

## Odcinek wschodni
Przebiega przez parki krajobrazowe: Rogaliński, Żerkowsko-Czeszewski i Nadwarciański. Jest zaliczany do szlaków łatwych.
Od szlaku odchodzi kilka szlaków łącznikowych (oznakowanie czerwone ):
- szlak z Zagórowa do Lądu
- szlak z Koła do ruin zamku
- szlak alternatywny z Koła do Kozubowa
- szlak ze wsi Majdany do pomnika ofiar terroru hitlerowskiego
- szlak łączący NSR z centrum Uniejowa

Miejscowości przez które przebiega szlak:
Poznań – Sowiniec – Baranowo – Krajkowo – Tworzykowo – Jaszkowo – Góra – Psarskie – Śrem – Gogolewo – Rogusko – Komorze – Nowe Miasto nad Wartą – Wolica Kozia – Dębno – Orzechowo – Czeszewo – Szczodrzejewo – Spławie – Tarnowa – Pyzdry – Białobrzeg – Wrąbczynek – Wrąbczyn – Zagórów – Oleśnica – Skokum – Kopojno – Świątniki – Rzgów – Modła Rzgowska – Babia – Osiecza – Sławsk – Konin – Zalesie – Brzeźno – Rożek Brzeziński – Borowo – Roztoka – Drążno-Holendry – Biechowy – Ochle – Koło – Powiercie-Kolonia – Leśnica – Grzegorzew – Przybyłów – Budy Przybyłowskie – Majdany – Rzuchów – Chełmno nad Nerem – Chruścin – Lekaszyn – Brzozówka – Wilamów – Kozubów – Uniejów – zapora na zbiorniku Jeziorsko.
Mapa szlaku online

## Odcinek zachodni
Został oznakowany dzięki wsparciu fundacji All For Planet (Grupa Allegro). Otwarcie i pierwszy oficjalny rajd odbył się 12 września 2009. Stanowi alternatywę dla wytyczonego 10 lat wcześniej Szlaku Stu Jezior przebiegającego bardziej na południe. Szlak prowadzi głównie szosami o niewielkim ruchu samochodowym, ale także drogami gruntowymi.
Trasa wiedzie m.in. przez:
- Rezerwat przyrody Śnieżycowy Jar
- Sierakowski Park Krajobrazowy

oraz miejscowości:
- Oborniki
- Obrzycko
- Wronki
- Sieraków

Szlak kończy się na skraju województwa wielkopolskiego w Międzychodzie, w tzw. krainie stu jezior.
Mapa szlaku online